# Susanne Spülbeck

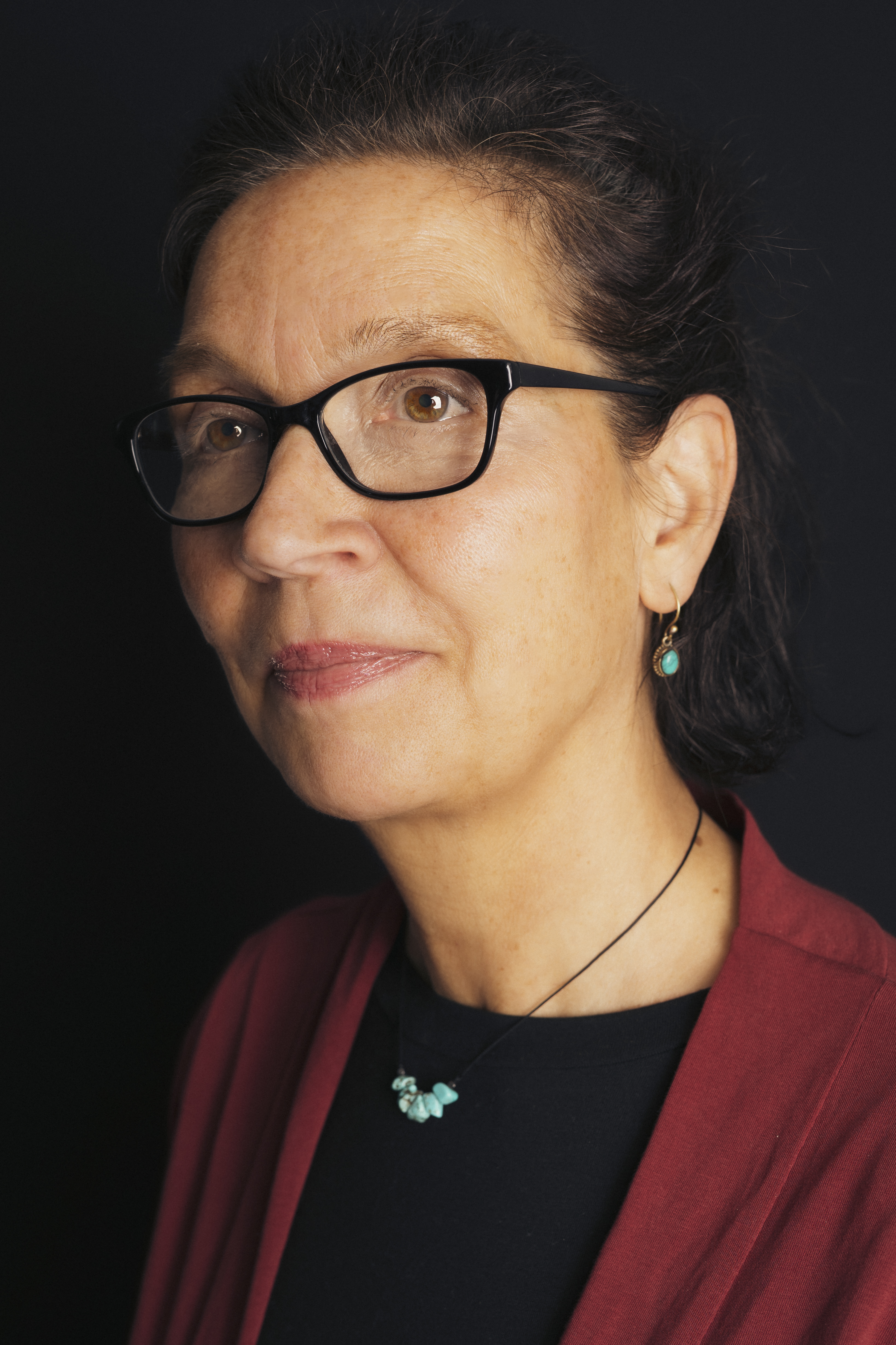
Susanne Spülbeck, 2025

Susanne Spülbeck (* 13. März 1963 in Aachen) ist eine deutsche Ethnologin und Organisationsberaterin. Sie ist Gründerin und geschäftsführende Inhaberin des Instituts blickwechsel, das sich auf Unternehmens- und Führungskultur spezialisiert hat. Darüber hinaus ist sie als Lehrbeauftragte an der Ludwig-Maximilians-Universität München sowie an der Universität St. Gallen tätig.

## Leben
Spülbeck studierte an der Universität zu Köln Ethnologie, wo sie 1991 ihren Magisterabschluss mit dem Schwerpunkt Biographieforschung erlangte. Im Rahmen ihrer Feldforschung untersuchte sie 1991/92 die Situation russisch-jüdischer Flüchtlinge in einem ostdeutschen Dorf. Sie „legte die erste sozialwissenschaftliche Studie über die Situation nach der Wende in Ostdeutschland vor, die auf ständiger Teilnahme der Forscherin am Alltag basiert“. Im Mittelpunkt stand dabei der Zusammenhang zwischen posttotalitären Kommunikationsstrukturen und Fremdenfurcht. 1996 wurde sie an der Technischen Universität Berlin, am Zentrum für Antisemitismusforschung, bei Wolfgang Benz und Utz Jeggle promoviert. Weiterhin absolvierte sie Aus- und Weiterbildungen in Psychodrama, personenzentrierter Gesprächsführung und Gruppendynamik.
Seit 2001 leitet Spülbeck das von ihr gegründete Institut blickwechsel, das sich auf Organisationsethnologie, Training und Beratung spezialisiert hat. Seit 2010 sie Dozentin an der Universität München und St. Gallen. Ihre Forschung und Publikationstätigkeit konzentriert sich auf Organisationsethnologie, Unternehmenskultur und Genderfragen.
In ihrer Beratungstätigkeit fokussiert sie sich auf Unternehmenskultur, Cultural Transformation und die Begleitung von Führungskräften in Veränderungsprozessen.

## Schriften (Auswahl)
- Dialog und Überwachung: Feldfoschung über Antisemitismus in einer posttotalitären Gesellschaft. In: Waltraud Kokot und Dorle Dracklé (Hrsg.): Ethnologie Europas. Grenzen, Konflikte, Identitäten. Dietrich Reimer Verlag, Berlin 1996.
- Ordnung und Angst: Russische Juden aus der Sicht eines ostdeutschen Dorfes nach der Wende; eine ethnologische Studie. Campus-Verlag, Frankfurt am Main 1997, (zugleich Dissertation, TU Berlin 1966).
- Biographie-Forschung in der Ethnologie. Lit Verlag, Münster 1997. Band Nr. 25 in der Reihe Kölner ethnologische Studien.
- Begegnung statt Dialog: die Einbeziehung der Körpersprache in die Methodik der Feldforschung. In: Katharina Eisch und Marion Hamm (Hrsg.): Die Poesie des Feldes. Beiträge zur ethnographischen Kulturanalyse. Festschrift zum 60. Geburtstag von Utz Jeggle. Untersuchungen des Ludwig Uhland Instituts der Universität Tübingen, Band 93, ebenda 2001.
- Unternehmenskultur und Organisationsethnologie – Warum Ethnologen in der Organisationsentwicklung so erfolgreich sind. In: EthnologInnen im Beruf, Ethnoscripts, Jahrgang 4, (Heft 2), 2002.
- Organisationsethnologische Forschung und Beratung: Neue Perspektiven in der Unternehmensberatung. In: Bettina Beer et al. (Hrsg.): Berufsorientierung für Kulturwissenschaftler. Erfahrungsberichte und Zukunftsperspektiven. Dietrich Reimer Verlag, Berlin 2009.
- Business Anthropology in der Praxis: Sechs Fallbeispiele. In: Business Anthropology, Ethnoscripts, Jahrgang 2, (Heft 2), 2015.
- Organisationsethnologie als Grundlage von Organisationsberatung, in: Mijal Gandelsman-Trier (Hrsg.): Erkundung ethnologischer Arbeitsfelder. In: Ethnoscripts, Jahrgang 17 (Heft 2), 2015.
- Die verdeckten Spielregeln der Veränderung. Organisationsethnologische Perspektiven auf Change Management und Unternehmenskultur. Herausgegeben mit Johannes Ries, Lit Verlag, Münster, 2015
- Mit Frauke Möricke: Unternehmenskultur zwischen akademischer Welt und betrieblicher Anwendungspraxis. In: Sabine Klocke-Daffa (Hrsg.): Angewandte Ethnologie. Perspektiven einer anwendungsorientierten Wissenschaft. Springer Fachmedien, Wiesbaden 2019.